# Посольство Рюкю в Чосон
Посольство Рюкю в Чосон — дипломатичні відносини між державами Рюкю та Чосоном почалися в 1392. За часів держави Корьо посланці Рюкю були записані як перша іноземна місія.
У 1392-1527 Королівство Рюкю вступало у прямі активні дипломатичні та торговельні відносини з державою Чосон.
Після 1527 прямі відносини з Кореєю припинилися, а до 1638 відносини з Кореєю здійснювалися лише побічно, через Пекін.
У 1638-1891 відносини Рюкю з Кореєю були в основному обмежені обміном посольств.